# Chlorissa
Chlorissa är ett släkte av fjärilar som beskrevs av Stephens 1831. Chlorissa ingår i familjen mätare.

## Bildgalleri

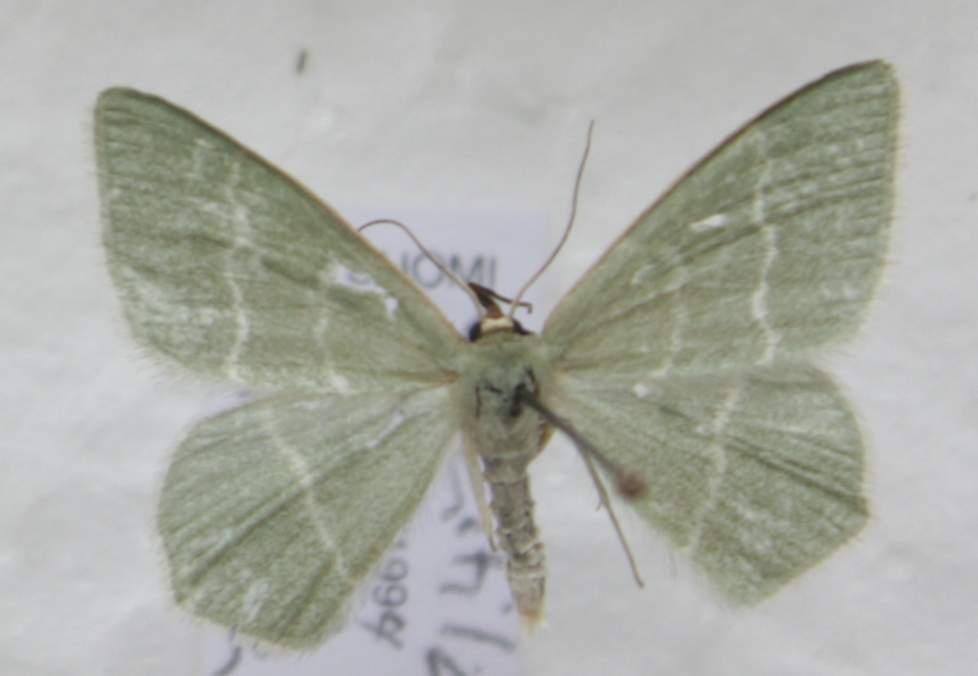

## Dottertaxa tillChlorissa, i alfabetisk ordning[1][2]
- Chlorissa afflictaria
- Chlorissa albistrigulata
- Chlorissa allochroma
- Chlorissa amphitritaria
- Chlorissa anadema
- Chlorissa annobonica
- Chlorissa anomala
- Chlorissa apheles
- Chlorissa apographa
- Chlorissa approximans
- Chlorissa approximata
- Chlorissa aquamarina
- Chlorissa articulicornis
- Chlorissa attenuata
- Chlorissa benderi
- Chlorissa caerulescens
- Chlorissa chlorissodes
- Chlorissa chloroticaria
- Chlorissa cloraria
- Chlorissa concavilinea
- Chlorissa confusaria
- Chlorissa cremnobates
- Chlorissa decipiens
- Chlorissa dialeuca
- Chlorissa discessa
- Chlorissa distinctaria
- Chlorissa dorsicristata
- Chlorissa eborilitoris
- Chlorissa esphaleia
- Chlorissa etruscaria
- Chlorissa exsoluta
- Chlorissa faustinata
- Chlorissa frequens
- Chlorissa gelida
- Chlorissa gigantaria
- Chlorissa hintzi
- Chlorissa hyperymna
- Chlorissa inornata
- Chlorissa insignata
- Chlorissa laeta
- Chlorissa lataria
- Chlorissa macrotyro
- Chlorissa malescripta
- Chlorissa mali
- Chlorissa mathewi
- Chlorissa melinaria
- Chlorissa nigropunctata
- Chlorissa obliterata
- Chlorissa olivaceomarginata
- Chlorissa palaestinensis
- Chlorissa pallidularia
- Chlorissa porrinaria
- Chlorissa porrinata
- Chlorissa prasinata
- Chlorissa pretiosaria
- Chlorissa prouti
- Chlorissa pulmentaria
- Chlorissa punctifimbria
- Chlorissa reductata
- Chlorissa rhoisaria
- Chlorissa rosea
- Chlorissa rosearia
- Chlorissa rubrifrons
- Chlorissa rubripicta
- Chlorissa ruficristata
- Chlorissa rufotincta
- Chlorissa sachalinensis
- Chlorissa sirene
- Chlorissa stibolepida
- Chlorissa subobsoleta
- Chlorissa subrufibasis
- Chlorissa syrene
- Chlorissa tanyptera
- Chlorissa tyro
- Chlorissa unilinea
- Chlorissa unilinearia
- Chlorissa vermiculata
- Chlorissa viridaria
- Chlorissa viridata
- Chlorissa viridescentaria
- Chlorissa volutata